# Tiriba-de-peito-branco
O Tiriba-de-peito-branco (Pyrrhura albipectus) ou periquitão-de-peito-branco é uma espécie de papagaio da família Psittacidae. Encontra-se no sul do Equador e no norte adjacente do Peru.
O seu habitat natural são as florestas subtropicais ou tropicais húmidas de montanha. Está ameaçado pela perda de habitat.

## Identificação
O periquito-de-peito-branco tem em média cerca de 24 centímetros de comprimento. O periquito tem uma coroa escura com franjas cinza pálidas em sua parte traseira, faixa frontal vermelha fina, bochechas escamosas amarelas e verdes e coberturas de orelha laranja, colarinho branco completo e peito amarelo e barriga e partes inferiores verdes. Suas asas são verdes, enquanto sua cauda é verde e vermelha. Aves mais jovens podem ser vistas, pois não possuem faixas frontais e têm coberturas de orelha mais pálidas.

## Mais Informações
O periquito-de-peito-branco vive em florestas tropicais montanhosas no sul do Equador e no extremo norte do Peru. Eles normalmente ficam dentro de um bando entre quatro e 20 periquitos. Embora ainda ameaçada, essa faixa sugere que, embora seus números estejam diminuindo, sua população não é tão baixa quanto se temia originalmente. Esta ave está na lista de espécies ameaçadas de extinção, pois sua principal ameaça à sobrevivência é a destruição do habitat devido à extração de madeira, mineração ilegal de ouro e assentamento humano.